# (73654) 1981 ET6
1981 إي تي 6 (ويعرف أيضًا باسم (73654) 1981 إي تي 6 وفق تسمية الكوكب الصغير) (بالإنجليزية: 1981 ET6)‏ هو كويكب ضمن حزام الكويكبات؛ وترتيبه 73654 من حيث الاكتشاف.
اكتُشف هذا الجُرم الفلكي بواسطة شيلت جون بوبي في 6 مارس 1981.

## وصلات خارجية
- (73654) 1981 ET6 في قاعدة بيانات مختبر الدفع النفاث لأجرام النظام الشمسي الصغيرة

- الاكتشاف · مخطط المدار ·  العناصر المدارية · المعلمات المادية

- (73654) 1981 ET6 على موقع ويكي سكاي: DSS2, SDSS, GALEX, IRAS, Hydrogen α, X-Ray, Astrophoto, Sky Map, Articles and images